# Teodor Spiczakow
Teodor Spiczakow, Fiodor Spichakoff (ur. 9 grudnia 1879 w Grabowcu, powiat bracławski, zm. 12 lutego 1946 w Schweinfurcie nad Menem, Bawaria) – polski ichtiolog pochodzenia rosyjskiego, profesor Piotrowskiej Akademii Rolniczej w Moskwie, Uniwersytetu w Dorpacie i Uniwersytetu Jagiellońskiego.
W 1926 r. został zatrudniony na Wydziale Rolniczym UJ w celu utworzenia Zakładu Ichtiologii i Rybactwa. Tę misję powierzono imigrantowi z Rosji, gdyż dotychczasowa kadra hydrobiologów tej uczelni po odzyskaniu niepodległości zajęła się organizowaniem szkół hydrobiologicznych w innych ośrodkach. Jako kierownik tego zakładu Spiczakow powołał w 1936 r. Rybacką Stację Doświadczalną w Mydlnikach uważaną za jedną z najnowocześniejszych w swoich czasach.
Jego prace dotyczące budowy przepławek są uznawane za fundamentalne dla polskiej ichtiologii okresu międzywojennego.